# Messiah (jeu vidéo)
Pour les articles homonymes, voir Messiah (homonymie).
Messiah est un jeu PC de tir à la troisième personne développé par Shiny Entertainment et édité par Interplay. Malgré un succès critique; la technique très maitrisée, les graphismes à la pointe, l'animation fluide, le gameplay novateur séduisent la presse vidéoludique - seule la durée de vie est jugée trop courte, le succès vidéoludique escompté n'est pas au rendez-vous, faute sans doute à l'atypisme du titre mais aussi à sa technique trop gourmande en ressources matériel pour l'époque.

## Histoire
Le joueur incarne un mignon chérubin du nom de Bob, envoyé par Dieu pour combattre Satan dans la ville de Faktur. Cette ville envahie par les filles de joie, les mutants cannibales et la corruption est une immense construction verticale partagée par l'ensemble des castes.

## Présentation
Bob, le petit avatar du joueur est très vulnérable, il n'a ni moyen de défense ni protection, et ses petites ailes ne lui servent qu'à planer, difficilement. Toutefois ce petit ange que le joueur incarne peut investir les corps des êtres vivants qu'il touche et c'est la stratégie prédominante pour passer les épreuves de Messiah, très loin donc d'un jeu de tir compulsif. L'hôte possédé est complètement soumis et sa carte d'identification ou son armement pourront être utilisé librement.

## Accueil
Messiah obtient 7/10 dans le magazine britannique Edge.

## Héritage
Tout au long du jeu, le personnage principale peut émettre des "oof" qu'on peut entendre lorsqu'il se cogne sur un mur où bien vers la cinématique de fin. Ce son fut repris dans le jeu en ligne populaire Roblox, qui est utilisé lorsque l'avatar meurt. Non remarqué depuis plus de quinze après la sortie du jeu, cela aboutit cependant par un litige juridique de Tommy Tallarico, patron de la boîte d'effet sonore pour le jeu Messiah. Elle ce conclut par le remplacement du "oof" par un autre son de mort,,, ce qui déçoit les joueurs de Roblox car le son fut le plus iconique du jeu et pour la communauté Internet pour sa décliné en mème très populaire.